# Ériu

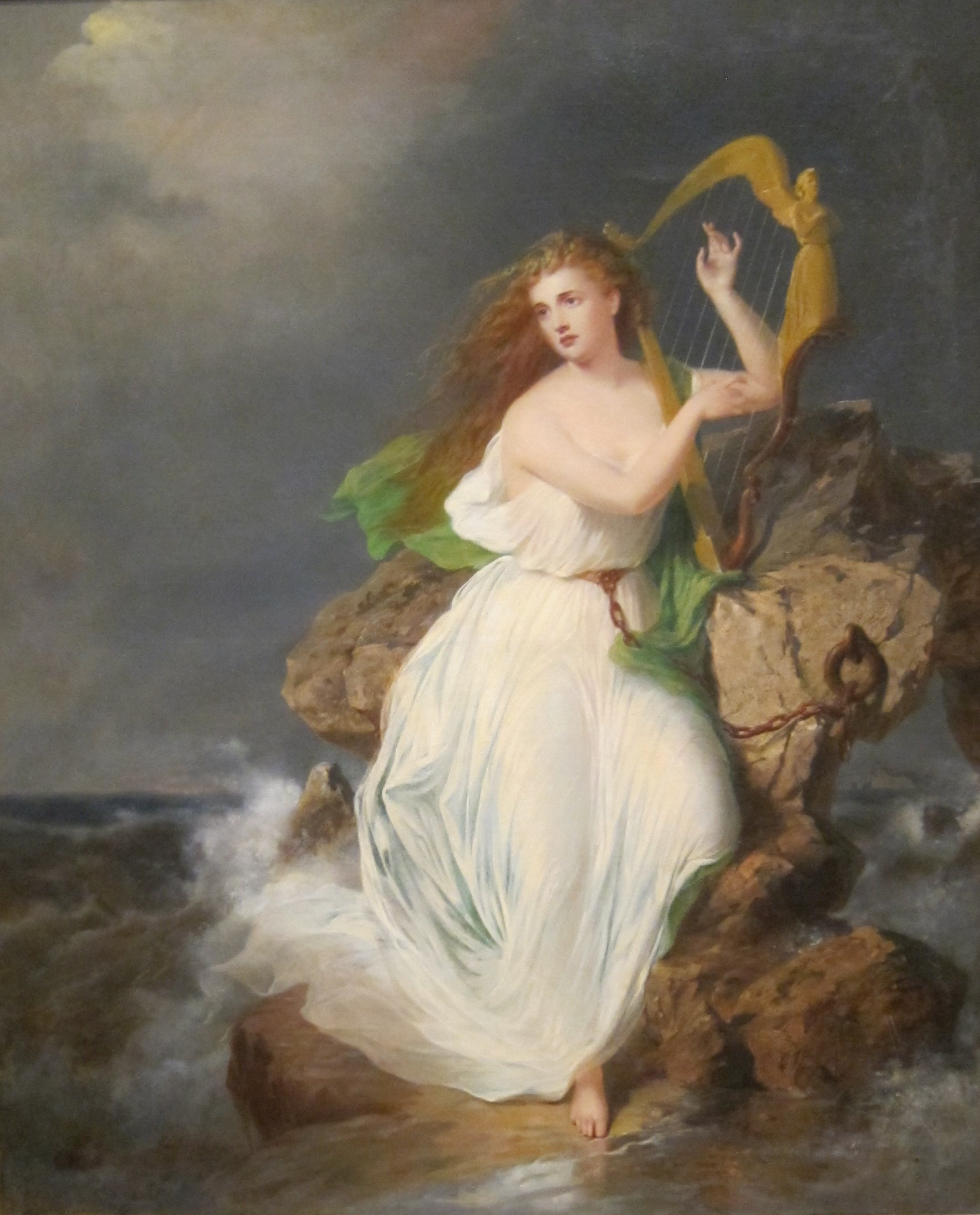
Pintura a óleo "The Harp of Erin" da autoria de Thomas Buchanan Read

Na mitologia irlandesa, Ériu (AFI: [ˈeːrʲu]), filha de Ernmas dos Tuatha Dé Danann, era a deusa epônima padroeira da Irlanda. Seu marido era Mac Gréine ("Filho do Sol"). Foi mãe de Bres com o príncipe Elatha dos Fomorianos.
O nome em inglês para Irlanda vem de Ériu e da palavra land ("terra" em germânico, nórdico antigo ou anglo-saxão).

## Papel místico
Com suas irmãs Banba e Fódla, fez parte de um importante triunvirato de deusas. Quando os Milesianos chegaram vindos da Espanha, cada uma das irmãs pediu que seu nome fosse dado ao país. Embora a honraria tenha sido concedida a ela e Ériu (Éire) tenha se tornado o nome ainda em uso, Banba e Fódla ainda são às vezes usados como nomes poéticos para a Irlanda, tal como Albion é usado para a Grã-Bretanha.
Ériu, Banba e Fódla são interpretadas como as deusas da soberania.
De acordo com Seathrún Céitinn as três deusas reverenciadas por Éire, Banba e Fódla eram Badhbh, Macha e  Móirríoghan (respectivamente?).

## Nome e etimologia
A Universidade de Gales reconstruiu o léxico proto-céltico *Φīwerjon- (nominativo singular Φīwerjō) como a etimologia proto-céltica para o nome. Esta forma céltica implica o proto-indo-europeu *piHwerjon-, provavelmente relacionado ao adjetivo *piHwer- "gordo" (conforme o sânscrito pīvan, f. pīvarī e derivado  pīvara, "gordo, pleno, abundante") significando assim "terra gorda" ou "terra da abundância", aplicada desde cedo à ilha da Irlanda. A forma proto-céltica tornou-se *īweriū no céltico-Q (proto-goidélico). De uma forma similar ou ligeiramente posterior surgiram os termos gregos Ἰέρνη, I[w]ernē, Ἰουερνία e Iouernia; a última forma convertendo-se no latim Hibernia.